# Флорентийский баптистерий
Баптистерий Сан-Джованни (итал. Battistero di San Giovanni — Баптистерий Святого Иоанна) — средневековый баптистерий расположенный на Соборной площади (Пьяцца дель Дуомо) и примыкающей к ней с запада Площади Св. Иоанна (Пьяцца ди Сан-Джованни) во Флоренции. Это одно из самых старых зданий города. Баптистерий высится прямо перед флорентийским собором Санта-Мария-дель-Фьоре. Как и большинство баптистериев, освящён в честь святого Иоанна Крестителя. Имеет статус малой базилики. Памятник всемирного наследия ЮНЕСКО.

## История
Первый баптистерий был построен во Флоренции на этом месте в период IV—V веков. Ныне существующее здание флорентийцы строили с 1059 по 1129 годы. В 1128 году здание было перекрыто шатровой кровлей. В 1150 году шатёр был увенчан фонарём- лантерной. С 1294 года строительными работами руководил Арнольфо ди Камбио, строитель собора Санта-Мария-дель-Фьоре. Археологическими раскопками под баптистерием были обнаружены остатки античных сооружений, но этом основывается легендарная версия (оспариваемая археологами), что изначально на месте христианского баптистерия находился языческий храм бога Марса. В письменных документах первое упоминание о памятнике датируется 897 годом, поэтому его следует считать не столько произведением романского, сколько древнеримского периода. И только позднее были добавлены ренессансные детали: колонны порталов с капителями, наличники окон с колонками и треугольными фронтонами.
Освящение Баптистерия Сан-Джованни произошло 6 ноября 1059 года папой Николаем II. Вплоть до XIX века в Баптистерии Сан-Джованни крестили всех уроженцев Флоренции. Среди них были члены семьи Медичи, Данте Алигьери и многие другие.

## Топография, архитектура и внутреннее оформление
Баптистерий построен в виде октогона — центрического, восьмигранного в плане сооружения 25,60 м в поперечнике. Это давняя традиция античной, мусульманской и раннехристианской архитектуры. Помимо конструктивной прочности восьмигранных сооружений, в христианстве числу «восемь», придавали символическое значение: восьмой день после семи дней творения — «конец времён» и воскрешение к вечной жизни, которое даёт таинство крещения. Число восемь символизирует также соединение четырёх земных и четырёх небесных начал, поэтому восьмигранными делали крещальные купели и в форме октогона строили баптистерии, мартириумы, санктуарии (святилища), мавзолеи.
Вместе с кампанилой (колокольней) Джотто и Собором Баптистерий представляет собой часть единого монументального ансамбля. Ранее, расположенный на западной стороне Соборной площади, Баптистерий Сан-Джованни выполнял в этом ансамбле отграничивающую функцию, непосредственно примыкая с западной стороны к Епископскому дворцу. Поэтому он имел три двери: северную, восточную и южную, а с запада — апсиду. Однако в XIX веке логика ансамбля была нарушена тем, что площадь позади Баптистерия была расширена, и он оказался в её центре. Архитектор и теоретик искусства Адольф фон Гильдебранд негодующе писал о столь пагубном решении, в результате которого зрительно потерялась сама площадь, а загромождающее здание Баптистерия стало похожим на «оставленный не на своём месте шкаф», он стал «бессмысленным: на него натыкаешься, как на препятствие, и непосредственное впечатление от собора уничтожается».
В середине XII века здание было облицовано плитками разноцветного мрамора геометрического рисунка различных оттенков: белого мрамора (из Каррары) зелёного (из Прато) и розового (из Мареммы) — так называемый инкрустационный стиль, типичный для архитектуры средневековой и ренессансной Тосканы. Полукруглая апсида в XIII веке была заменена на слегка выступающую за пределы здания прямоугольную скарселлу (итал. scarsella — мешочек, кошелёк). Пол инкрустирован мрамором в 1209 году.

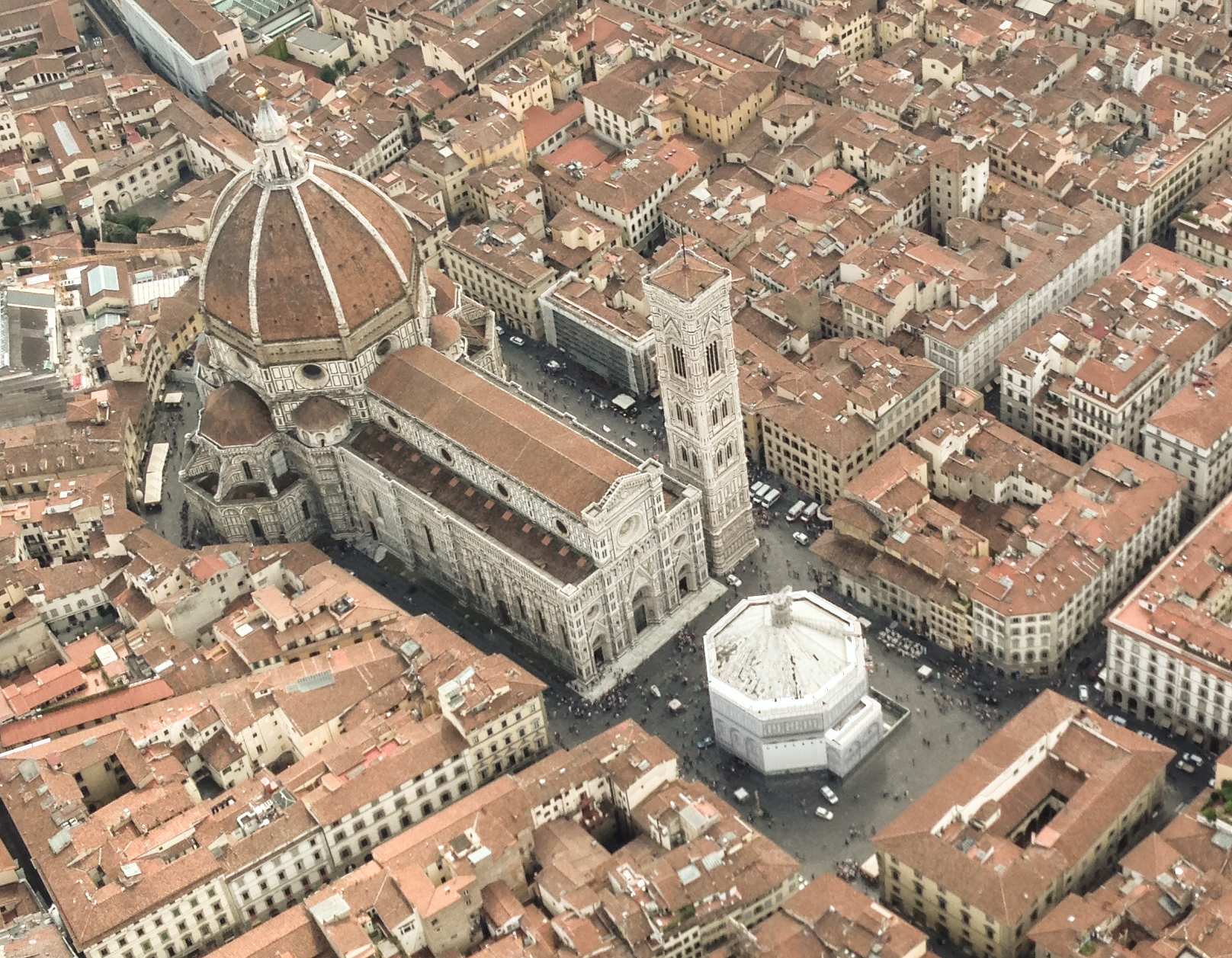
Соборная площадь. Вид «с птичьего полёта»
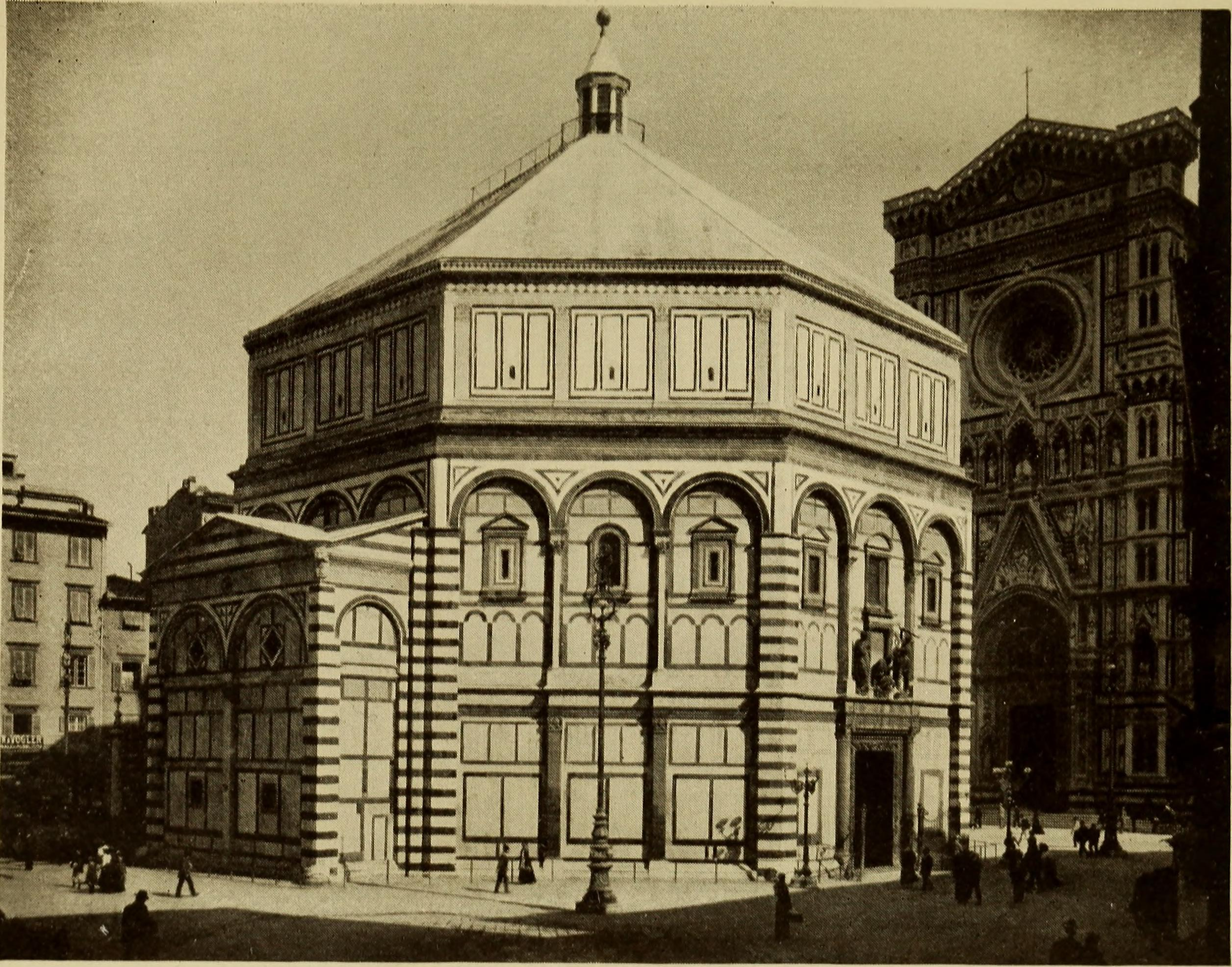
Баптистерий Сан-Джованни. Фотография 1910 года
Баптистерий. Схематический план
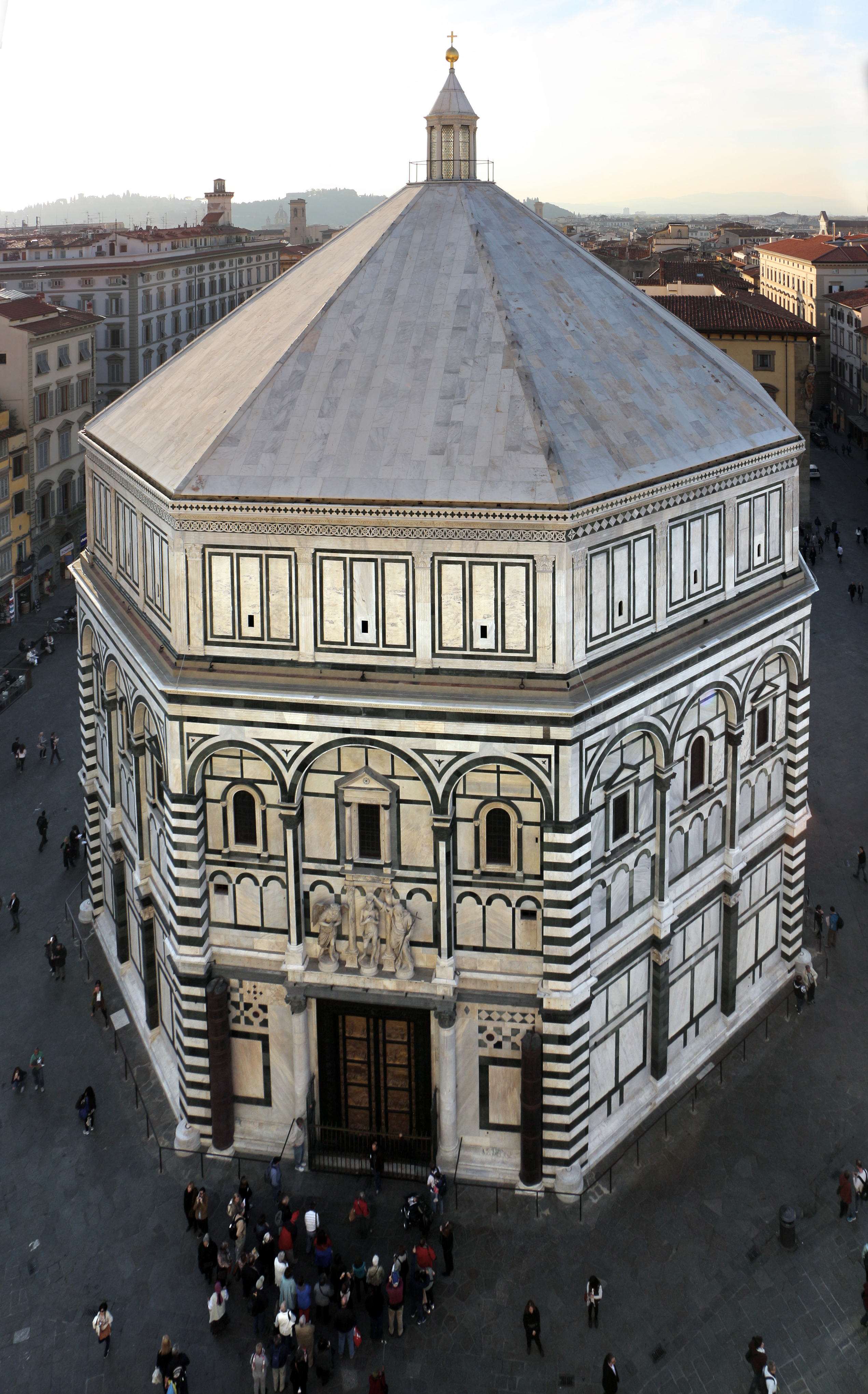
Баптистерий. Вид с террасы Собора
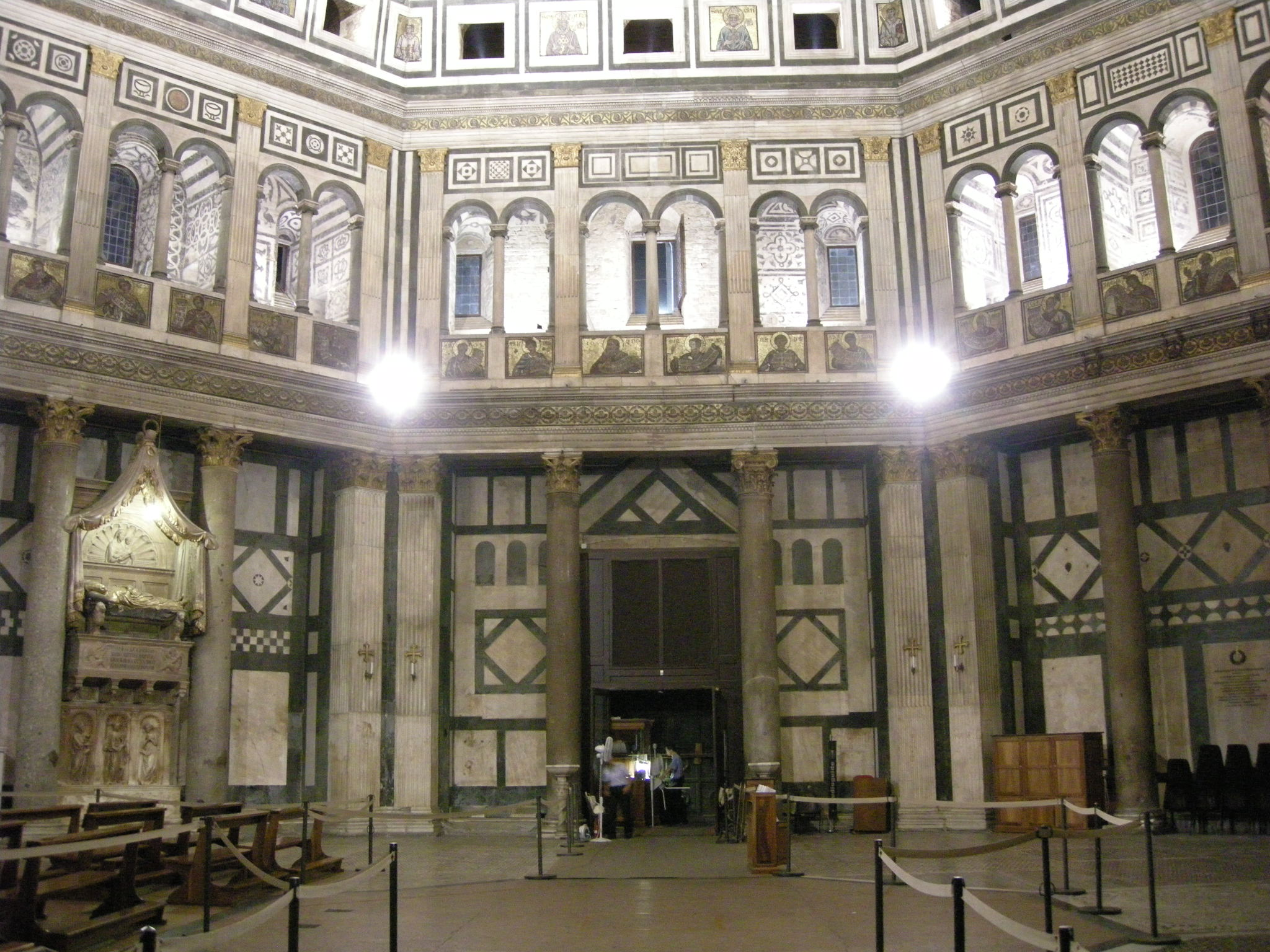
Интерьер

Восьмиугольный сегментированный свод в период между 1250 и 1330 годами украшен мозаиками в византийском стиле, на золотом фоне, под руководством францисканского монаха Якопо, с участием Андреа Тафи, Коппо ди Марковальдо, Чимабуэ, Гаддо Гадди и других мастеров. Центральная мозаика изображает картину Страшного суда с фигурой Христа в центре. В баптистерии также находится гробница антипапы Иоанна XXIII (работа Микелоццо ди Бартоломео и Донателло).
В 1048 году по инициативе Строццо Строцци в баптистерии установили солнечные часы (orologio solare): через отверстие в куполе солнечные лучи в течение года попадали на изображённые на мраморной плите пола знаки зодиака. На плите по кругу читается латинский палиндром: «Еn giro torte sol ciclos et rotor igne» (Я, Солнце, двигаюсь по кругу, в то же время движимое огнём").

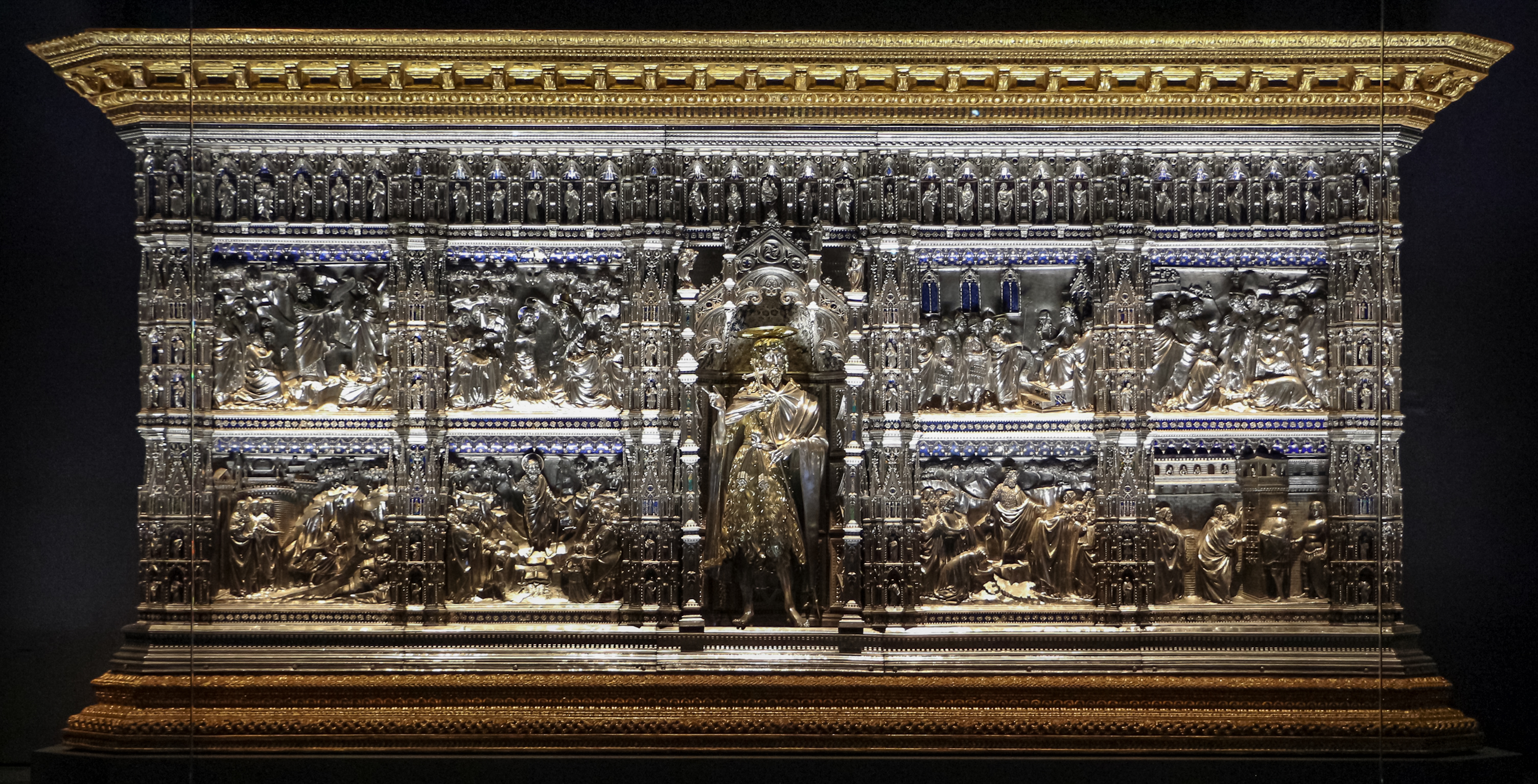
Алтарь Святого Иоанна. По проекту Антонио дель Поллайоло. 1483. Серебро. Музей произведений искусства Собора
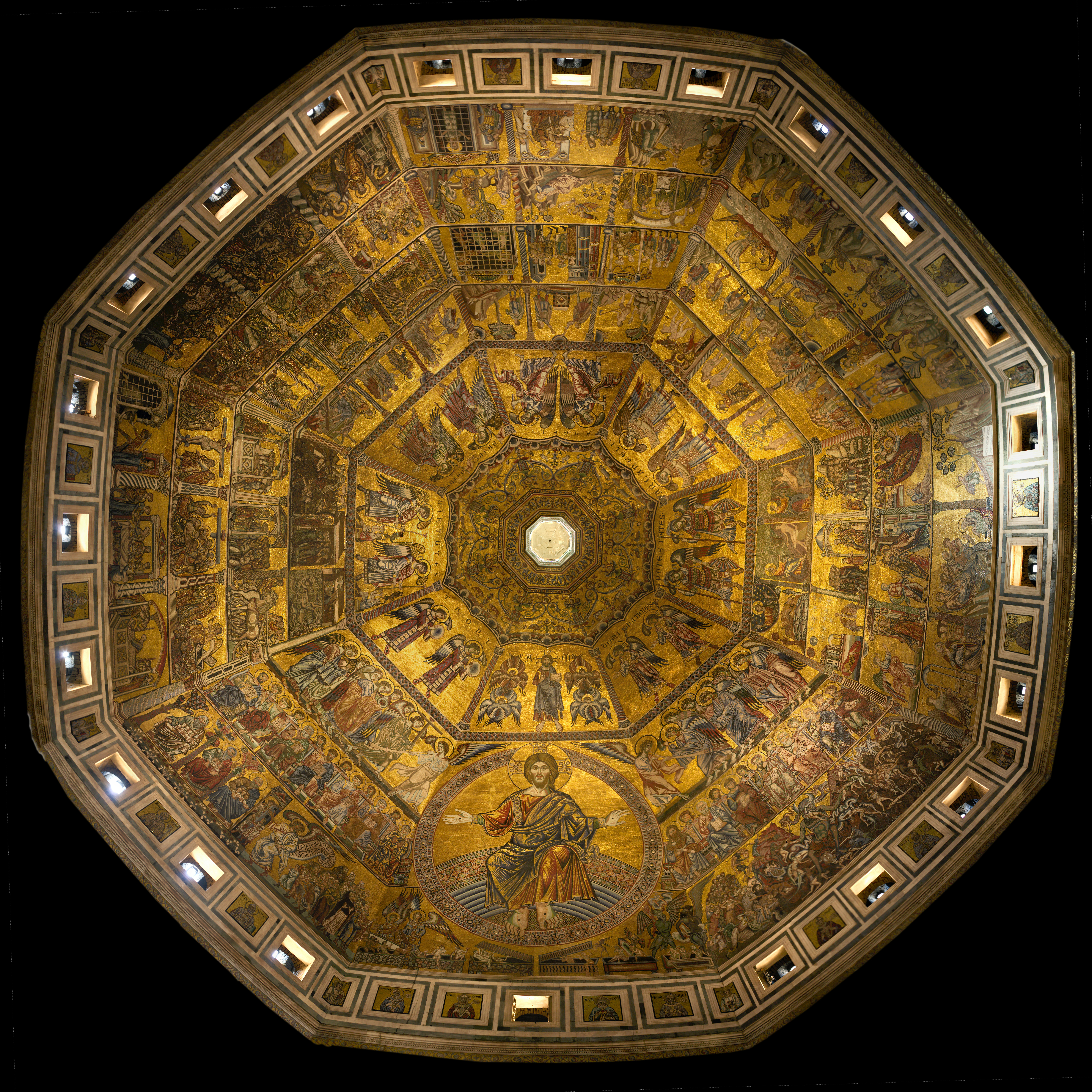
Мозаика свода. Общий вид. 1250—1330
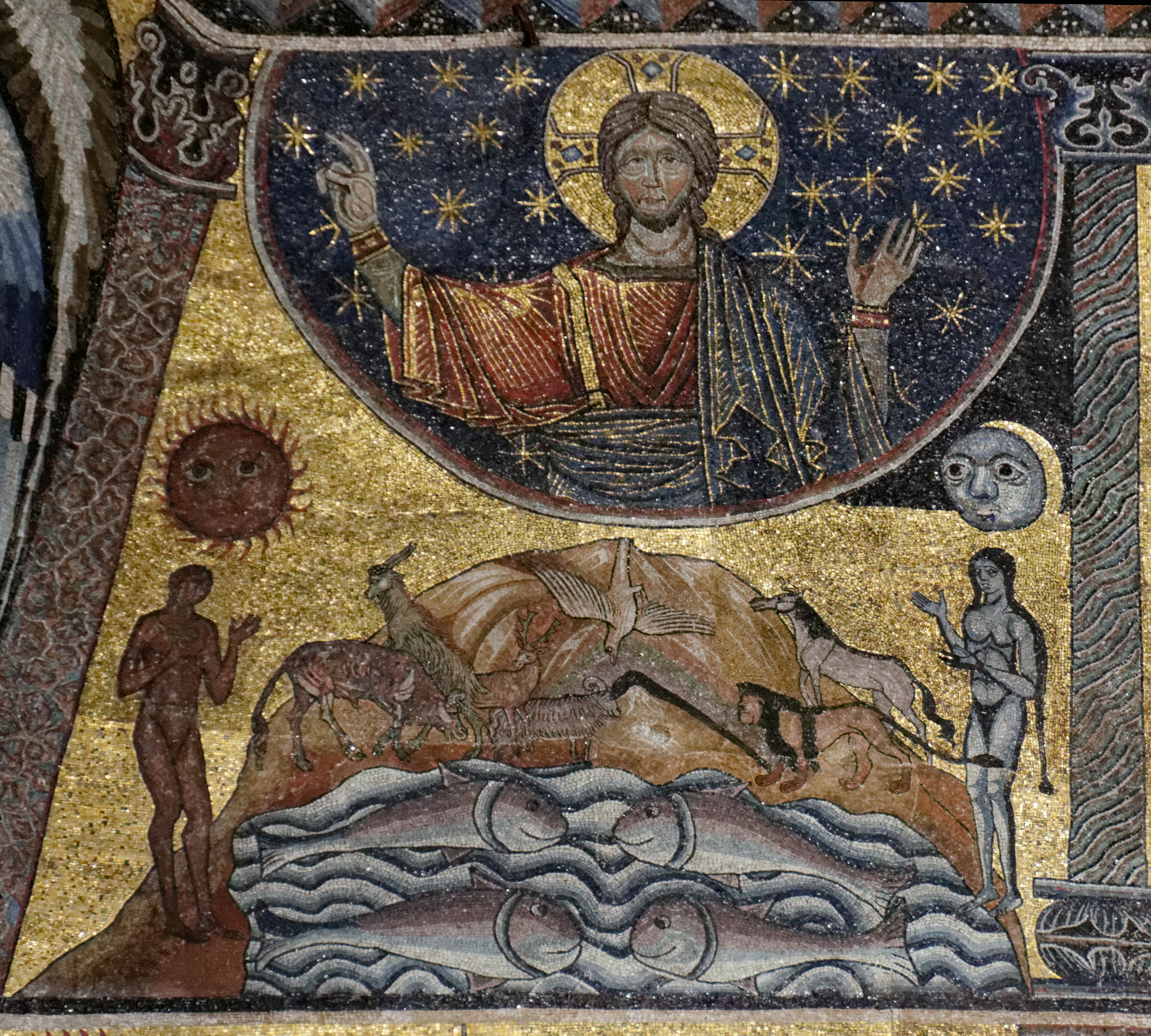
Сотворение мира
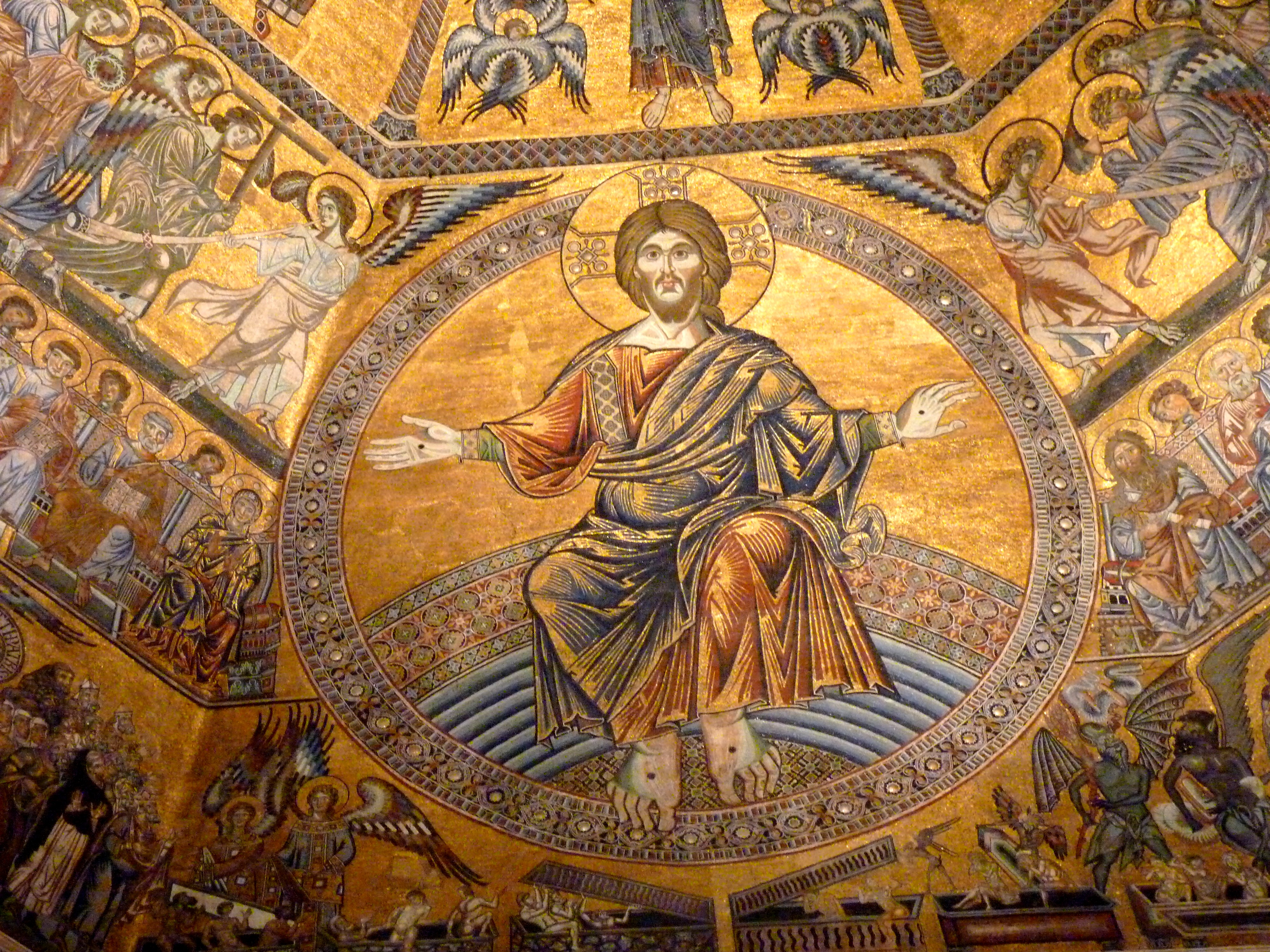
Страшный суд. Христос-Судия
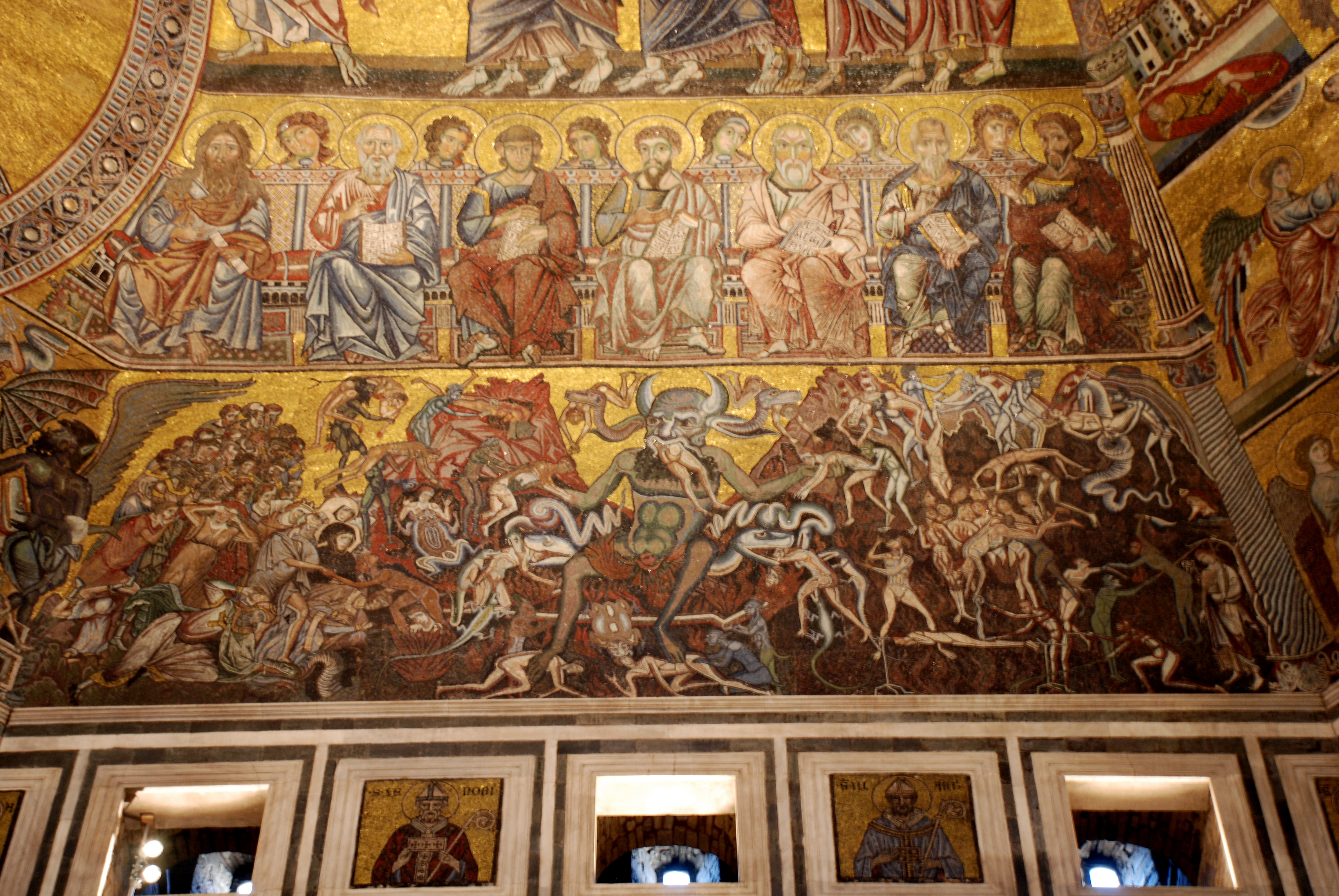
Инферно (Ад)

## Двери Баптистерия
Шедеврами искусства итальянского Возрождения являются три огромные бронзовые двери Баптистерия, барельефы которых выполнялись согласно единой иконографической программе на протяжении более чем столетия. Их изображения подобно гигантской Библии, показывают историю человечества и Искупления. Повествование (позднее нарушенное изменением положения отдельных дверей) начинается от историй Ветхого Завета восточной двери к рассказам об Иоанне Крестителе в южной двери и к книгам Нового Завета (Истории Христа) в северной. Три двери в настоящее время хранятся в «Зале Райских Врат» (Sala del Paradiso) Музея произведений искусства Собора и были заменены на месте копиями.

### Южные двери
Наиболее древними являются южные двери (ворота), созданные Андреа Пизано в 1330—1336 годах (Оригинал в Музее). Две двери разделены на двадцать восемь панелей, расположенных в семь рядов по четыре, с барельефами, обрамлёнными четырёхлопастными розетками, известными также под названием «готический циркуль» (compasso gotico). Первые двадцать панелей показывают сцены из жизни святого Иоанна Крестителя, в то время как восемь нижних представляют олицетворения семи основных христианских добродетелей с добавлением «смирения». Дверь венчает скульптурная группа: «Усекновение главы Иоанна Крестителя и Саломея» работы Винченцо Данти (1571; копия, восстановлена в 2008 году, оригинал в Музее).

### Северные двери
- Северные врата флорентийского Баптистерия

В 1401 году Цех торговцев тканями «Арте ди Калимала» (Consoli dell’Arte di Calimala) объявил конкурс на украшение рельефами ещё двух бронзовых дверей Флорентийского баптистерия (it:Concorso per la porta nord del battistero di Firenze). В конкурсе приняли участие Филиппо Брунеллески, Якопо делла Кверча, Лоренцо Гиберти и ряд других мастеров. Конкурс под председательством 34 судей, на который каждый мастер должен был предоставить выполненный им бронзовый рельеф «Жертвоприношение Исаака», длился год. Работа, представленная Лоренцо Гиберти была признана лучшей.
Поэтому создание рельефов для северных дверей поручили именно Гиберти. Они были выполнены в 1401—1424 годах. Северные двери повторяют композицию Андреа Пизано и также содержат двадцать восемь рельефных панелей, заключённых в четырёхлепестковые обрамления (квадрифолии) и выполненных в готическом стиле (в семь рядов по четыре, по два на каждой створке). Первые двадцать верхних панелей рассказывают истории Нового Завета, начиная с Благовещения Марии. Последние два ряда представляют четырёх евангелистов (предпоследний ряд) и четырёх Докторов (Учителей) Церкви (последний ряд). Эта дверь вначале была расположена на восточной стороне, но затем, после создания Гиберти так называемых «Врат Рая», была перемещена на север. В центре над рельефами «Рождество» и «Поклонение Волхвов» размещена надпись: «OPVS LAUREN/TII•FLOREN/TINI» (Произведение Лоренцо Флорентийца). Помощником Гиберти в этой работе был Микелоццо. Скульптурную группу над северными вратами «Проповедь Иоанна Крестителя, Левит и Фарисей» создал Джованни Франческо Рустичи.

### Врата Рая
Восточные ворота являются самыми известными. Они были созданы в 1425—1452 годах Лоренцо Гиберти вместе с сыном Витторе. Двери разделены на десять больших квадратов, по пять в один вертикальный ряд на каждой створке. На рельефах показаны сцены из Ветхого Завета, которые следуют одна за другой слева направо и сверху вниз. Обрамления оформлены изображениями пророков, внизу скульптор поместил свой портрет и своего сына Витторио. Бронза вызолочена и ярко сверкает на солнце.
Пластика фигур, созданных Гиберти, настолько выразительна, что великий Микеланджело, обычно скупой на похвалы, не сдержал восхищения и воскликнул: «Эти врата так прекрасны, что годились бы для дверей рая». Так название «Врата Рая» (La Porta del Paradiso) вошло в историю искусства.
Двери увенчаны мраморной скульптурной группой «Крещение Христа» работы Андреа Сансовино (эскиз 1502 г.) и Винченцо Данти (1575—1576, фигура ангела добавлена И. Спинацци в 1792 г.). После реставрации 1990—2012 годов портал полностью был смонтирован в Музее Собора, а в Баптистерии установили копии рельефов.
Копия «Врат Рая» в начале XIX века была установлена на северном входе в Казанский собор в Санкт-Петербурге по проекту автора собора, архитектора А. Н. Воронихина. Рельефы были отлиты по гипсовым слепкам, хранившимся на Литейном дворе петербургской Академии художеств. Воронихин несколько изменил расположение рельефов и скомпоновал их в мраморном обрамлении дверей северного портика собора.

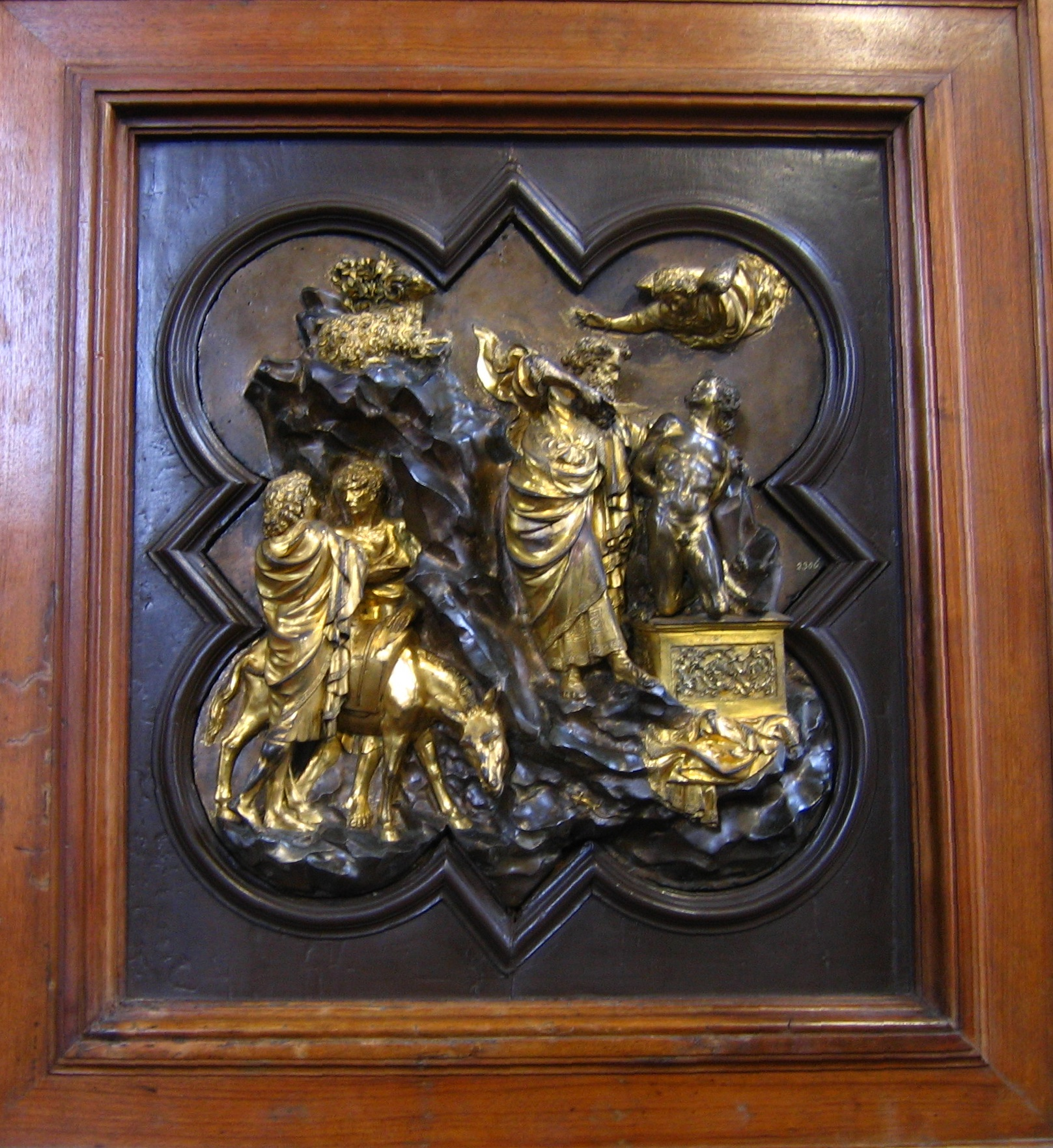
Л. Гиберти. Рельеф «Жертвоприношение Исаака». 1401. Музей произведений искусства Собора
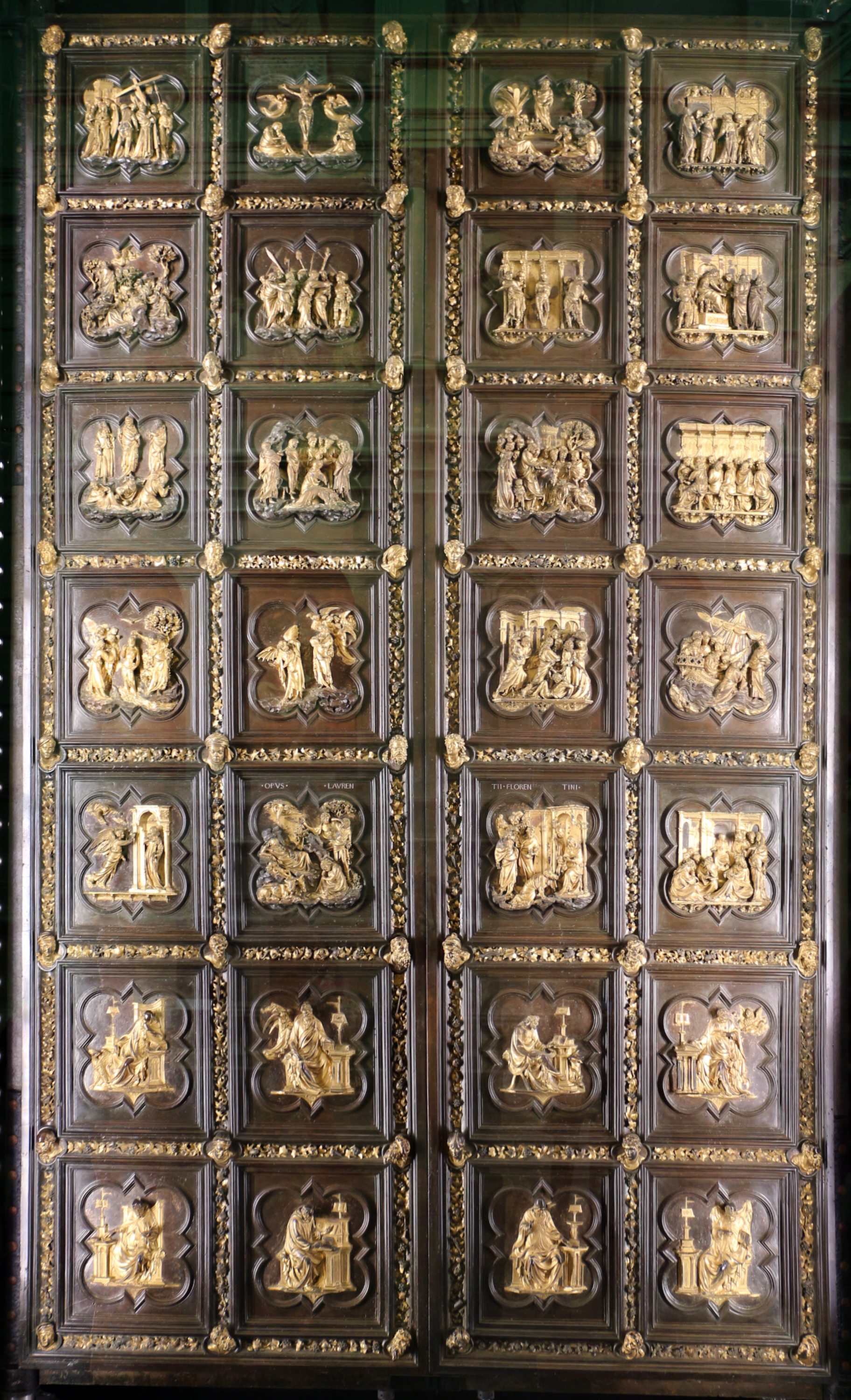
Северные двери. Рельефы Л. Гиберти. 1401—1424
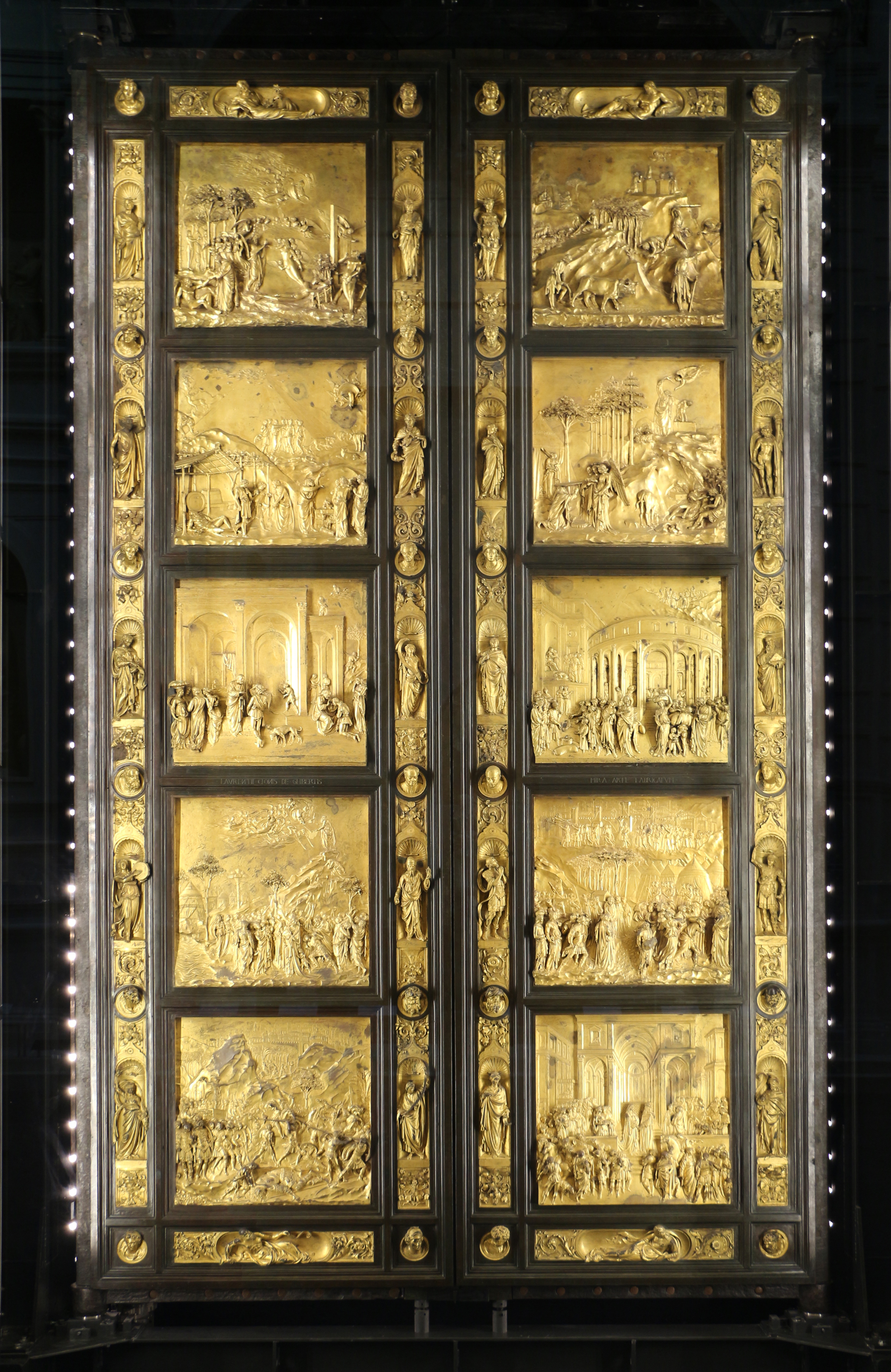
Восточные «Врата Рая». Рельефы Л. Гиберти. 1425—1452. Музей произведений искусства Собора
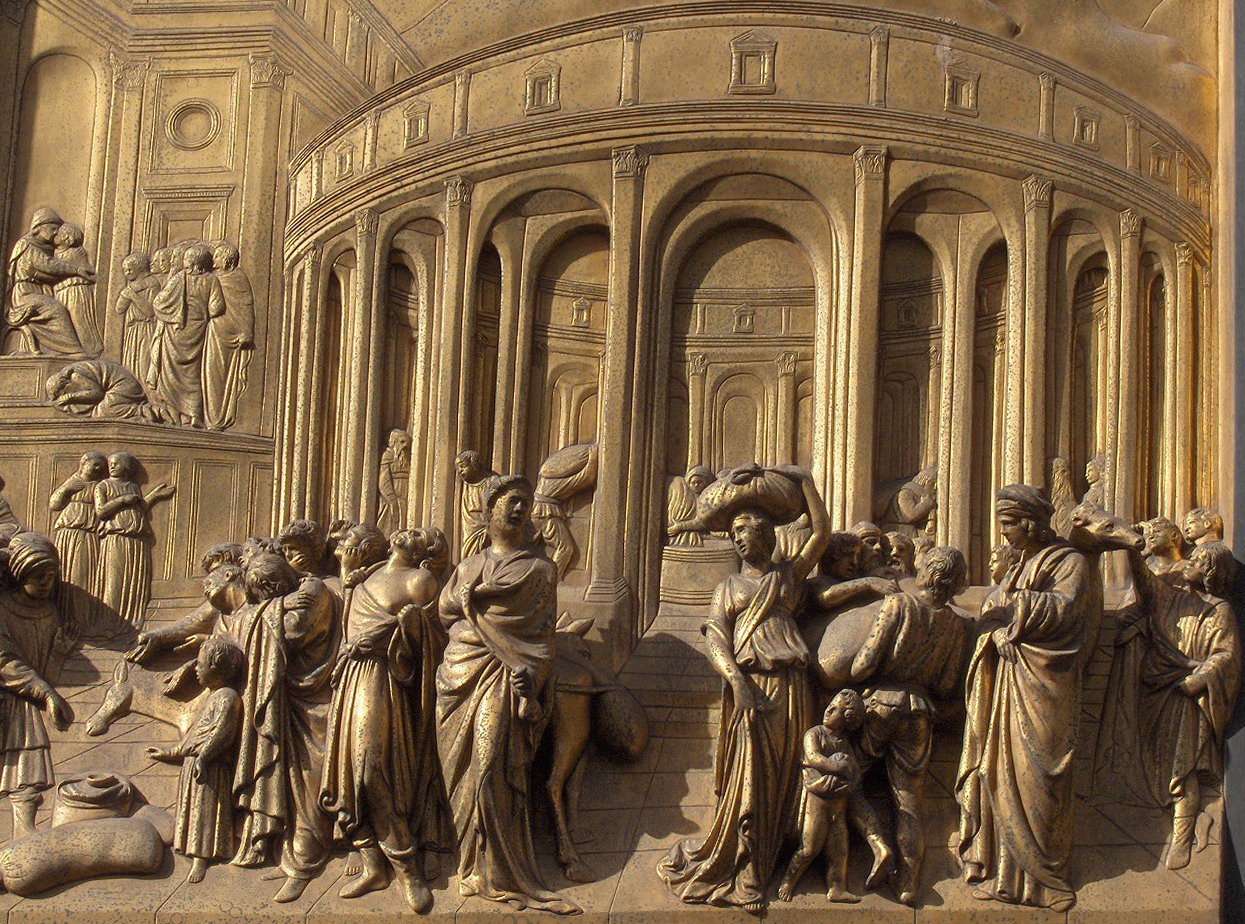
«Врата Рая». История Иосифа
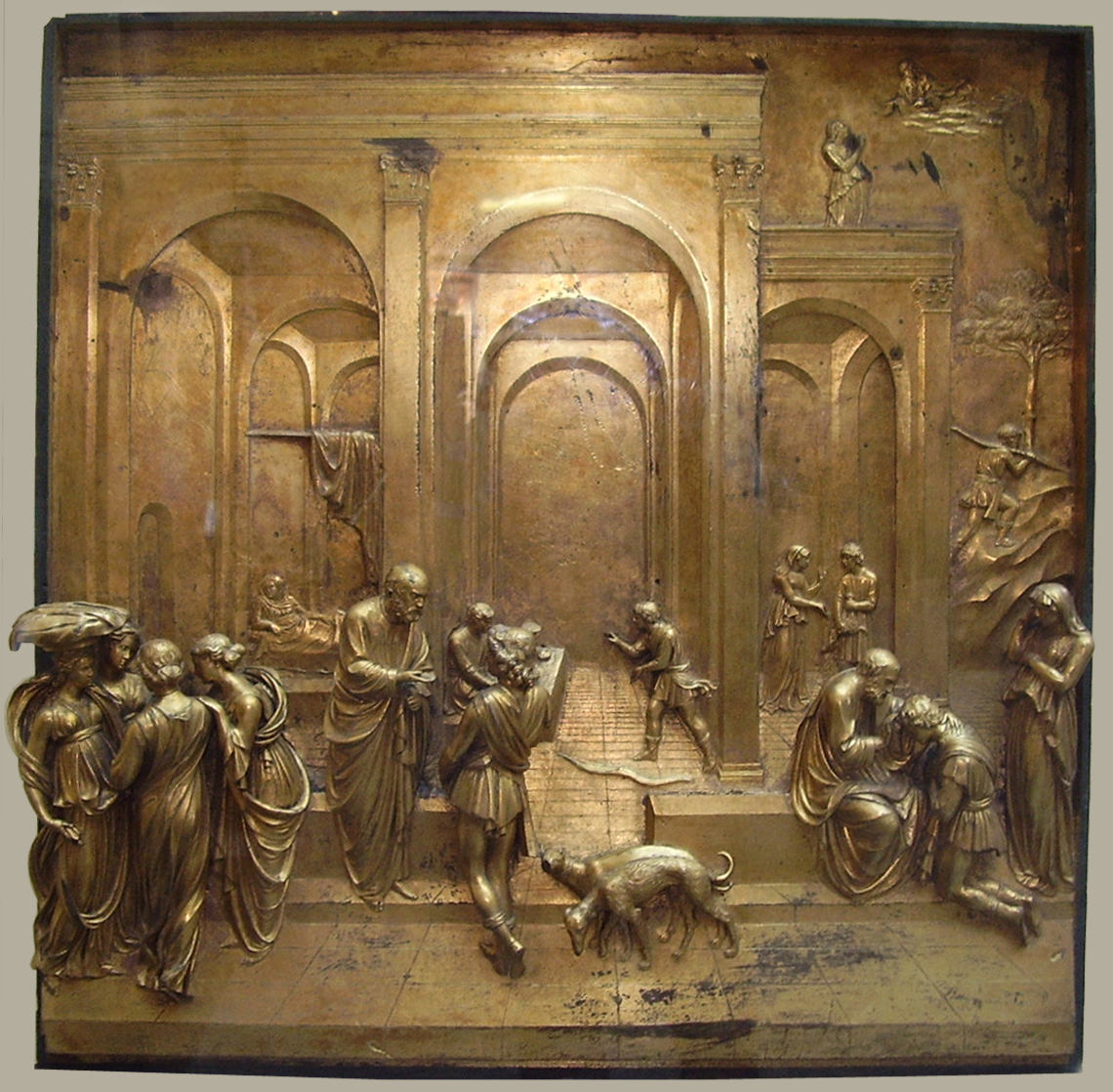
«Врата Рая». Исаак посылает Исава на охоту
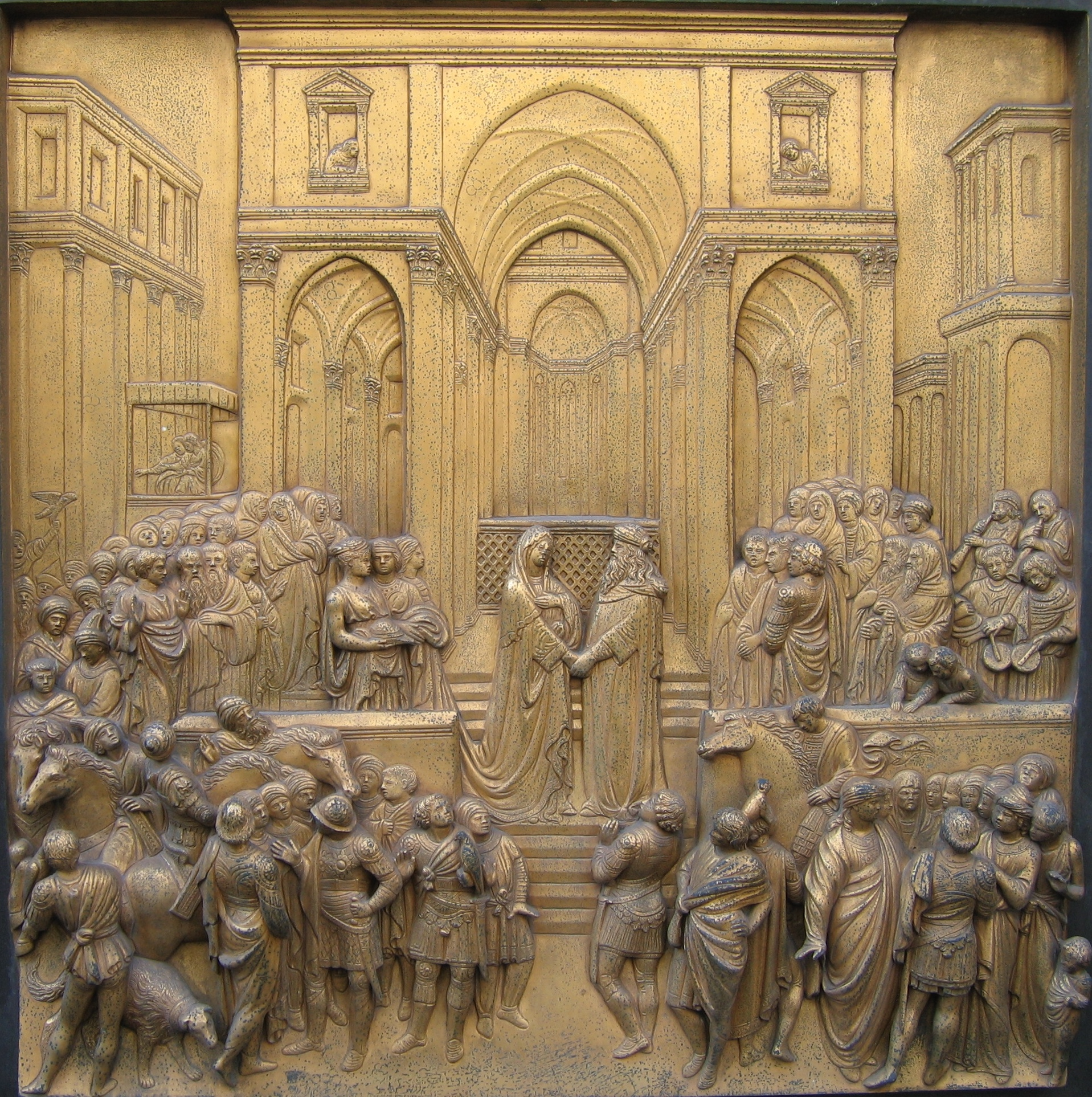
«Врата Рая». Соломон встречает царицу Савскую